# Reto Kobach
Reto Kobach (Lucerna, 13 aprile 1980) è un ex hockeista su ghiaccio svizzero.

## Carriera

### Club
Reto Kobach iniziò a militare nelle giovanili dell'EV Zug, prima di esordire in prima squadra nella stagione 1998-1999. Dopo 154 incontri con 6 reti e 9 assist, nel 2002 andò all'HC Ambrì-Piotta, squadra con cui rimase fino al 2006 disputando 170 partite e mettendo a segno 40 punti, frutto di 12 gol e 28 assist.
Dal 2006 fino al novembre del 2008 invece giocò per il SC Bern, dove in 90 presenze fornì solo 8 assist; per il resto della stagione 2008-2009 fu mandato in prestito ad un'altra squadra della Lega Nazionale A, i SCL Tigers, con i quali giocò 33 partite. Al termine del prestito nel 2009 fece ritorno in Canton Ticino, sempre presso l'HC Ambrì-Piotta.
Dopo oltre 250 presenze in sei stagioni nel 2015 Kobach lasciò l'Ambrì-Piotta per trasferirsi in Lega Nazionale B presso l'EHC Olten.

### Nazionale
In nazionale vanta 15 presenze complessive ed un assist, raccolti fra il 1998 ed il 2004, con tutte e tre le selezioni: quella Under-18, quella Under-20 ed infine la nazionale maggiore.